# سانگنجایا
سانگنجایا (انگلیسی: Sangenjaya) ناحیه ای از ستاگایا-کو، توکیو، توکیو، ژاپن است. به اختصار سانچا (三茶) نیز شناخته می‌شود.